# 4826 Wilhelms
4826 Wilhelms este un asteroid din centura principală, descoperit pe 11 mai 1988 de Carolyn Shoemaker.